# Zlarin
Zlarin es una pequeña isla de la costa dálmata de Croacia, cerca de la ciudad de Šibenik. Administrativamente, es parte del Condado de Šibenik-Knin. En invierno la isla tiene una población de 276 personas, pero desde marzo a octubre, su población crece sustancialmente hasta 1.500 personas. Zlarin tiene una comunidad de expatriados.
El punto más alto en Zlarin es Klepac a 174 metros sobre el nivel del mar. Durante los días claros y soleados, desde este punto se puede ver el monte Velebit y la volcánica isla de Jabuka en el mar Adriático.